# Відносна густина
Відно́сна густина́ (англ. relative density) — безрозмірнісна фізична величина, що дорівнює відношенню густини речовини, яка розглядається, до густини іншої речовини.
Для системного порівняння густин ряду речовин приймають еталонну речовину, якою найчастіше використовують дистильовану воду. Густина дистильованої води за температури +20 °C дорівнює 998,203 кг/м3, а за температури максимальної густини (+4 °C) становить 999,973 кг/м3.

## Методика визначення
Визначення відносної густини для рідини за +20 °C зазвичай здійснюється шляхом ділення маси певного об'єму рідини до маси води цього ж обсягу при цій же температурі. Водночас отримують відносну густину речовини щодо густини води при +20 ºС і позначають цю величину як {\displaystyle d_{20}^{20}}, де цифра зверху ставиться до досліджуваної речовини, а знизу до температури води. Визначають відносну густину {\displaystyle d_{20}^{20}} за допомогою пікнометра, зважуючи спочатку порожній пікнометр, потім пікнометр з дистильованою водою, а потім пікнометр з досліджуваною рідиною. Відносну густину {\displaystyle d_{20}^{20}} визначають з такої формули: щоб визначити густину речовини, необхідно відносну густину помножити на величину абсолютної густини води при температурі вимірювання. Часто можна зустріти величину відносної густини {\displaystyle d_{4}^{20}}, яка показує густину досліджуваної речовини відносно густини води при 4 °C. У довідниках також для води наводиться величина 0,99823, що являє собою відносну густину води {\displaystyle d_{4}^{20}}, яку часто плутають з масою одного см3 води за 20 °C, і відповідно, помилково надають в системі SI значення густини для води при 20 °C величину 998,23 кг/м3.

## Приклади
Відносна густина газу (англ. relative density of gas) — відношення густини газу до густини сухого повітря за нормальних умов (нормальної температури 0 °C, нормального тиску 101 325 Па = 760 мм рт.ст.) або стандартних (20 °C; 101 325 Па) умов. Відносна густина газу перебуває в прямій залежності від його молекулярної маси та змінюється приблизно від 0,5 до 1,2 і більше.
Відносна густина нафти (англ. relative density of oil) — відношення густини нафти, визначеної за температури 20 °C, до густини дистильованої води за температури 4 °C.